# Relizane (provins)
35°44′N 0°33′Ø / 35.73°N 0.55°Ø
Relizane (arabisk: غليزان tr. Ġulaizān; berbisk: ⵉⵖⵉⵍ ⵏ ⵢⵉⵣⴰⵏ, tr. Iɣil n Yizan) er en af Algeriets 48 provinser (arabisk: ولاية, fransk: wilayah). Administrationscenteret er Relizane.